# So Good (album Zara Larsson)
So Good è il secondo album in studio della cantante svedese Zara Larsson, pubblicato il 17 marzo 2017 dalla TEN ed Epic.

## Pubblicazione
Si tratta del primo disco dell'interprete ad essere pubblicato a livello internazionale. So Good, la cui uscita inizialmente era prevista per il mese di gennaio 2017, è stata ritardata per motivi sconosciuti ed è stata anticipata dalla messa in commercio di cinque estratti: Lush Life, Never Forget You, Ain't My Fault, I Would Like e il singolo omonimo.
L'edizione giapponese di So Good è uscita il 1º novembre 2017 e presenta, oltre alle tracce dell'edizione stardard, This One's for You, il remix di J Hus e Fred di Ain't My Fault e il remix dei Gorgon City di I Would Like.

## Promozione

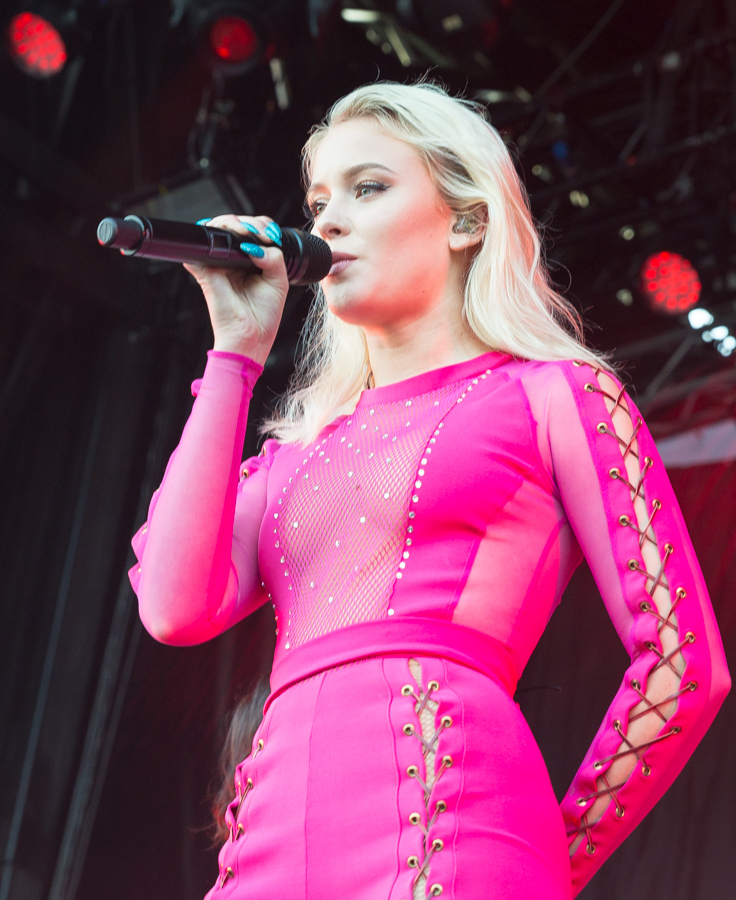
Zara Larsson mentre si esibisce dal vivo al Stavernfestivalen, 8 luglio 2016

Larsson ha pubblicato il singolo apripista del disco, Lush Life, il 5 giugno 2015 in Svezia e quattro giorni nel resto del mondo. La sleeper hit, per la quale sono stati realizzati tre video musicali diversi, ha raggiunto la top ten di più di quindici mercati tra il 2015 e il 2016, tra cui Australia, Germania e Regno Unito.
Never Forget You, realizzato con il cantante britannico MNEK, è uscito come secondo singolo estratto il 22 luglio 2015 ed è divenuto il primo ingresso di entrambi gli interpreti nella Hot 100 statunitense, dopo aver raggiunto la 13ª posizione, ed è stato certificato triplo platino dalla Recording Industry Association of America con oltre 3 milioni di unità vendute in territorio statunitense.
Il 2 settembre 2016 è stata messa in commercio Ain't My Fault, accompagnata dal relativo video musicale il 30 settembre successivo, che è riuscita a riscuotere un moderato successo, arrivando in vetta alla Sverigetopplistan svedese e al 13º posto della Official Singles Chart britannica.
I Would Like, inizialmente previsto come singolo promozionale, è stato poi estratto come quarto singolo dal disco e la cantante l'ha eseguito in un'esibizione alla 13ª edizione della versione britannica di X Factor il 4 dicembre seguente. È quindi diventata una hit nel Regno Unito, dove ha raggiunto la 2ª posizione ed è stata certificata platino dalla British Phonographic Industry con oltre 600 000 unità vendute.
L'omonimo singolo, certificato oro in Australia, Canada, Norvegia e in madrepatria, e realizzato con la partecipazione del cantante statunitense Ty Dolla Sign, è stato presentato il 27 gennaio 2017 ed è stato promosso in programmi televisivi statunitensi come The Ellen DeGeneres Show e The Wendy Williams Show tra febbraio e marzo 2017.
Il 17 marzo seguente viene reso disponibile Symphony, singolo del gruppo musicale britannico Clean Bandit nel quale Zara Larsson è stata accreditata come artista ospite, che è diventato un successo internazionale: ha infatti raggiunto la numero uno di quattro mercati, tra cui Regno Unito e Svezia, e la top ten di una decina di altri paesi, tra cui Australia, Italia e Germania.
Don't Let Me Be Yours, accompagnato dal relativo video musicale il 12 maggio 2017, è stato pubblicato come settimo singolo estratto dall'album il 2 giugno successivo.
Only You è stato estratto come ottavo e ultimo singolo da So Good l'11 agosto 2017: il brano, che è stato accolto perlopiù positivamente dalla critica, ha un remix con la partecipazione della tedesca Nena commercializzato esclusivamente per i mercati DACH. Una seconda versione, invece, è stata pubblicata esclusivamente per i paesi francofoni ed è caratterizzata dalla partecipazione del canadese Olivier Dion.
L'LP è stato trainato dal So Good World Tour, incominciato a Reykjavík nell'ottobre 2017 e conclusosi a San Paolo nel marzo 2018.

## Accoglienza
| Recensione           | Giudizio |
| -------------------- | -------- |
| AllMusic             |          |
| NME                  |          |
| The Guardian         |          |
| The Line of Best Fit | 5,5/10   |

So Good ha ottenuto recensioni perlopiù positive da parte della critica musicale. Su Metacritic, sito che assegna un punteggio normalizzato su 100 in base a critiche selezionate, l'album ha ottenuto un punteggio medio di 76 basato su quattro recensioni.
Michael Cragg per The Guardian ha assegnato a So Good tre stelle su cinque, descrivendolo come un album «zuppo di pop postmoderno», affermando che Zara Larsson è come «una ragazza affezionata a Rihanna che si infila ad una festa tropical house, a dita di pistola ardenti, e le sue canzoni zuppe di zucchero sono permeate con onestà». In un articolo per il NME, Nick Levine ha donato al disco quattro stelle su cinque, dicendo che «i grandi successi che conosci sono totalmente brillanti», ma descrivendo alcune delle «ballate verso la fine» come «monotone».

## Tracce
1. What They Say – 3:44 (Olivia Waithe, Marco Borerro, Mark Landon)
2. Lush Life – 3:21 (Emanuel Abrahamsson, Mack, Linnea Södahl, Fridolin Walcher, Christoph Bauss, Iman Conta Hulten)
3. I Would Like – 3:46 (Zara Larsson, James Abrahart, Alexander Izquierdo, Marcus Lomax, Jordan Johnson, Stefan Johnson, Oliver Peterhof, Karen Chin, Anthony Kelly)
4. So Good (feat. Ty Dolla Sign) – 2:46 (Charlie Puth, Jacob Kasher Hindlin, Tyrone William Griffin Jr., Gamal Lewis, Danny Schofield)
5. TG4M – 2:58 (Joakim Haukaas, Linnea Södahl, Mack)
6. Only You – 3:47 (Mack, Tobias "Astma" Jimson, Michael Richard Flygare, Joakim Berg, P. Marklund)
7. Never Forget You (con MNEK) – 3:33 (Zara Larsson, Uzoechi Emenike, Arron Davey)
8. Sundown (feat. Wizkid) – 3:31 (Zara Larsson, Ammar Malik, Phil Shaouy, Jacob Kasher Hindlin, Mikkel Eriksen, Tor Hermansen, Ayodeji Ibrahim Balogun, Brian Garcia)
9. Don't Let Me Be Yours – 3:24 (Zara Larsson, Steve Mac, Ed Sheeran, Johnny McDaid)
10. Make That Money Girl – 3:24 (Zara Larsson, Mack, John Hill, Ajay Bhattacharyya, Daniel Ledinsky, Erik Hassle, Victor Mensah)
11. Ain't My Fault – 3:44 (Zara Larsson, Uzoechi Emenike, Mack)
12. One Mississippi – 3:13 (Fred Ball, Julia Michaels)
13. Funeral – 3:40 (Zara Larsson, Jason Gill, Ana Diaz)
14. I Can't Fall in Love Without You – 3:03 (Hampus Lindvall, Jerker Hansson, Christian Waltz)
15. Clean Bandit – Symphony (feat. Zara Larsson) – 3:37 (Jack Patterson, Ina Wroldsen, Steve Mac, Ammar Malik)

Tracce bonus nell'edizione giapponese
1. Ain't My Fault (J Hus & Fred VIP Remix) – 3:33 (Zara Larsson, Uzoechi Emenike, Mack)
2. I Would Like (Gorgon City Remix) – 4:24 (Zara Larsson, James Abrahart, Alexander Izquierdo, Marcus Lomax, Jordan Johnson, Stefan Johnson, Oliver Peterhof, Karen Chin, Anthony Kelly)
3. David Guetta – This One's for You (feat. Zara Larsson) – 3:27 (David Guetta, Giorgio Tuinfort, Nick van de Wall, Ester Dean, Thomas Troelsen)

## Formazione
Hanno partecipato alle registrazioni, secondo le note di copertina:
Musicisti
- Zara Larsson – voce, cori (traccia 9)
- M-Phazes – tastiera, sintetizzatore aggiuntivo (traccia 1)
- James Abrahart – cori (traccia 3)
- Marcus Lomax – cori (traccia 3)
- Ty Dolla Sign – voce aggiuntiva (traccia 4)
- Linnea Södahl – cori (traccia 5)
- Joakim Berg – chitarra (traccia 6)
- Maria Hazell – cori (tracce 6 e 10)
- MNEK – voce (traccia 7), batteria e tastiera (traccia 11)
- Wizkid – voce aggiuntiva (traccia 8)
- Chris Laws – batteria (traccia 9)
- Ed Sheeran – chitarra, cori (traccia 9)
- Steve Mac – pianoforte, tastiera (traccia 9)
- Mack – cori (traccia 10), basso, pianoforte aggiuntivo, percussioni e programmazione (traccia 14)
- Tross – cori (traccia 10), tastiera, basso, pianoforte aggiuntivo, percussioni e programmazione (traccia 14)
- John Hill – cori aggiuntivi, programmazione batteria (traccia 10)
- Ajay Bhattacharyya – cori aggiuntivi, programmazione batteria (traccia 10)
- Mike Spencer – programmazione aggiuntiva (traccia 11)
- Fred Ball – strumentazione (traccia 12)
- Jason Gill – strumentazione, programmazione (traccia 13)
- Hampus Lindvall – cori (traccia 14)
- Jerker Hansson – cori (traccia 14)
- Jesper Nordenström – pianoforte a coda (traccia 14)
- Jack Patterson – pianoforte, sintetizzatore (traccia 15)
- Grace Chatto – violoncello (traccia 15)
- Luke Patterson – percussioni (traccia 15)
- Kirsten Joy – cori (traccia 15)
- Beatrice Philips – violino (traccia 15)
- Stephanie Benedetti – violino (traccia 15)
- James Boyd – viola (15)

Produzione
- Ola Håkansson – produzione esecutiva
- Michelle Mancini – mastering (eccetto tracce 2, 7 e 11)
- MNEK – produzione, registrazione (tracce 1, 7 e 11)
- Phil Tan – missaggio (tracce 1, 3, 5, 6, 8, 9, 12, 13 e 14)
- Bill Zimmermann – ingegneria del suono aggiuntiva, assistenza all'ingegneria del suono (tracce 1, 3, 5, 6, 8, 9, 12, 13 e 14)
- Freedo – produzione, missaggio (traccia 2)
- Shuko – produzione, missaggio (traccia 2)
- Email – produzione vocale, registrazione (traccia 2)
- Mack – produzione vocale (tracce 2, 5, 6, 10 e 11), produzione vocale aggiuntiva (traccia 12), registrazione (tracce 2, 5, 6, 12), registrazione aggiuntiva (traccia 11), produzione (tracce 6, 13 e 14)
- Björn Engelmann – mastering (traccia 2)
- The Monsters & Strangerz – produzione (traccia 3)
- German – produzione (traccia 3)
- Stefan Johnson – registrazione (traccia 3)
- Charlie Puth – produzione (traccia 4)
- DannyBoyStyles – co-produzione (traccia 4)
- Bart Schoudel – produzione vocale Zara Larsson, registrazione voce Zara Larsson (traccia 4)
- Andy Barnes – registrazione voce Ty Dolla Sign (traccia 4)
- Rob Kinelski – missaggio (traccia 4)
- Kid Joki – produzione (traccia 5)
- Tross – produzione vocale (tracce 5, 6, 10 e 11), produzione vocale aggiuntiva (traccia 12), registrazione (tracce 5, 6 e 12), registrazione aggiuntiva (traccia 11), produzione (traccia 14)
- Astma & Rocwell – produzione, registrazione (traccia 6)
- Astronomyy – produzione (traccia 7)
- Șerban Ghenea – missaggio (traccia 7)
- John Hanes – assistenza al missaggio (traccia 7)
- Matt Colton – mastering (traccia 7)
- Stargate – produzione (traccia 8)
- Phil Paul – produzione (traccia 8)
- Brian "Peoples" Garcia – produzione (traccia 8)
- Steve Mac – produzione (traccia 9)
- Dann Pursey – ingegneria del suono (traccia 9)
- Chris Laws – ingegneria del suono (traccia 9)
- John Hill – produzione (traccia 10)
- Stint – produzione (traccia 10)
- Rob Cohen – registrazione (traccia 10)
- Erik Madrid – missaggio (traccia 10)
- Mike Spencer – produzione aggiuntiva, missaggio (traccia 11)
- Chris Athens – mastering (traccia 11)
- Fred Ball – produzione, registrazione (traccia 12)
- Jason Gill – produzione, registrazione (traccia 13)
- Jack Patterson – produzione, missaggio (traccia 15)
- Mark Ralph – produzione, missaggio (traccia 15)
- Grace Chatto – produzione (traccia 15)
- Drew Smith – ingegneria del suono, assistenza all'ingegneria del suono (traccia 15)
- Tom AD Fuller – ingegneria del suono, assistenza all'ingegneria del suono (traccia 15)
- Liam Nolan – ingegneria del suono strumenti ad arco (traccia 15)

## Classifiche

### Classifiche settimanali
| Classifica (2017) | Posizione massima |
| ----------------- | ----------------- |
| Australia         | 7                 |
| Austria           | 28                |
| Belgio (Fiandre)  | 19                |
| Belgio (Vallonia) | 46                |
| Canada            | 15                |
| Danimarca         | 8                 |
| Finlandia         | 6                 |
| Francia           | 68                |
| Germania          | 29                |
| Giappone          | 51                |
| Irlanda           | 4                 |
| Italia            | 81                |
| Norvegia          | 2                 |
| Nuova Zelanda     | 9                 |
| Paesi Bassi       | 7                 |
| Polonia           | 47                |
| Portogallo        | 48                |
| Regno Unito       | 7                 |
| Spagna            | 29                |
| Stati Uniti       | 26                |
| Svezia            | 1                 |
| Svizzera          | 15                |

### Classifiche di fine anno
| Classifica (2017) | Posizione |
| ----------------- | --------- |
| Australia         | 83        |
| Belgio (Fiandre)  | 103       |
| Danimarca         | 30        |
| Islanda           | 32        |
| Nuova Zelanda     | 25        |
| Paesi Bassi       | 31        |
| Regno Unito       | 54        |
| Svezia            | 4         |
| Classifica (2018) | Posizione |
| Belgio (Fiandre)  | 184       |
| Danimarca         | 60        |
| Estonia           | 98        |
| Islanda           | 78        |
| Svezia            | 22        |
| Classifica (2019) | Posizione |
| Danimarca         | 84        |
| Svezia            | 52        |
| Classifica (2024) | Posizione |
| Svezia            | 89        |